# Španska državljanska vojna
Španska državljanska vojna oziroma Španska revolucija je bila državljanska vojna med leti 1936 in 1939 v Drugi španski republiki med dvema političnima stranema; levo, ki jo je sestavljala Ljudska fronta pod okriljem Druge Španske republike in je bila sestavljena iz socialističnih, komunističnih, separatističnih, anarhističnih ter republikanskih političnih frakcij; in desno nacionalistično, ki so jo sestavljali falangisti, monarhisti, konservatisti in tradicionalisti, ki jih je kasneje vodil general Francisco Franco. Zaradi tedanjih političnih okoliščin se konflikt obravnava kot spopad družbenih slojev, religij, spopad med diktaturo in republikansko demokracijo, revolucijo in protirevolucijo in spopad med fašizmom in komunizmom. Ameriški veleposlanik v Španiji je konflikt označil za »pomerjanje obleke« pred drugo svetovno vojno. V konfliktu so zmagale Francove nacionalistične sile, ki so utrdile Francovo diktaturo do njegove smrti leta 1975.  

## Stanje pred vojno in njeni začetki

### Struktura španske družbe ter razredna nasprotja med Prvo in Drugo republiko
Španija je do 19. stoletja veljala za eno izmed največjih velesil starega in novega sveta. V tem času je imela okoli 11 milijonov prebivalcev – 8 milijonov so predstavljali delavci, 2 mio. srednji razred, 1 mio. pa veliki zemljiški posestniki, duhovščina, vojska, intelektualci in uradništvo. 
Leta 1868 so ljudske vstaje odnesle kraljico Izabelo II., ki jo je nasledil kralj Amadeo II., a je ta leta 1873 abdiciral. Tako se je razglasila Prva republika. Njena vlada ni bila sposobna izpeljati obljubljenih reform, tako se je Prva republika končala leta 1874. Republiki je sledila liberalna monarhija in vrnitev plemiške družine Bourbonov, ki se je pričela decembra 1874. Monarhiji so nasprotovali karlisti in anarhisti. Tovrstno nasprotovanje se je nadaljevalo še v 20. stoletje.
V 20. stoletju je Španija veljala za izrazito kmetijsko deželo, saj se je s poljedelstvom ukvarjalo več kot 70 % delovno aktivnega prebivalstva. Kmečko prebivalstvo je živelo predvsem na jugu Španije. To je bilo primorano obdelovati velika zemljišča veleposestnikov, ki so imeli tudi pretežno politično oblast. Sledila je urbanizacija in praznjenje podeželja, veliko kmetov se je bodisi selilo v mesta bodisi v Latinsko Ameriko. Industrija je bila omejena na sever Španije z raznimi tekstilnimi tovarnami v Kataloniji ter železarstvom in ladjedelništvom v Baskiji. Tu in na posameznih agrarnih območjih v Asturiji sta obstajala meščanski sloj ter delavski razred. Drugje je Španija zaostajala in je bila neproduktivna.
Po prvi svetovni vojni, v kateri je bila Španija nevtralna, so se gospodarske razmere še poslabšale. Državo je leta 1929 prizadela velika gospodarska kriza in razne carinske zapore, ki so onemogočile prost pretok izdelkov. Sledil je kolaps notranjega trga. Nezadovoljno špansko ljudstvo je s pomočjo vojske neuspešno poskušalo odstaviti takratno špansko vlado. V takratno politiko so se vmešavali tudi vojaški častniki z močnimi elitističnimi občutki. Ti so bili glavni zagovorniki oligarhije ter nasprotniki razvoja države, močno pa so se po robu postavili tudi revoluciji. Kralj je zaradi razmer s podporo vojske pričel pripravljati državni udar, saj je bil mnenja, da bo vojaška diktatura zaščitila njegovo vladavino pred vse močnejšimi republikanskimi in komunističnimi silami.
Politična desnica je v odgovor na politično udejstvovanje politične levice (Komunistična stranka Španije) poskušala uvesti diktaturo. 13. septembra 1923 je tako general Primo de Rivera sporazumno s kraljem izvedel državni udar, ukinil takratni španski parlament ter uvedel vojaško monarhistično diktaturo, ki se je ravnala po vzoru Mussolinijevega fašizma. S slednjim je tako še istega leta podpisal sporazum o prijateljstvu med Italijo in Španijo, imel pa je tudi podporo Cerkve, vojske in nove nestrankarske organizacije Španske domovinske zveze. Primo de Rivera je nemoteno vladal vse do leta 1930, ko je odstopil. Zamenjala sta ga admiral Juan Batista Aznar-Cabas in general Damaso Berenguer. Zaradi majhne podpore monarhiji v mestih je takratni kralj Alfonzo XII. aprila 1931 razpisal volitve, na katerih so zmagali republikanci. Po odstopu Cabasove vlade je Alfonzo XII. pobegnil v tujino, razglašena je bila Druga španska republika. Ta je ostala do pričetka državljanske vojne. 

### Druga republika (1931–1939)
Za razliko od prve se je Druga republika obdržala nekoliko dlje – trajala je osem let, in sicer od leta 1931 – 1939. Leta 1931 je Španija dobila novo ustavo – s tem je država postala demokratična republika delavcev vseh razredov. Med drugim je ustava uvedla enakost med spoloma, svobodo veroizpovedi, ločitev zakonske zveze, ukinitev privilegijev za plemiče, ločila je cerkev od države in od šolstva, hkrati pa razpustila tudi jezuitski red ter ukinila državno podporo za plače duhovnikov. Proti izobraževalni vlogi cerkve so uvedli brezplačno, obvezno in laično izobraževanje. Cerkev je tako pristopila na stran upornikov, ter kasneje v celoti začela podpirati frankizem. Ti ukrepi pa so sprožili tudi močno reakcijo predvsem na klerikalni strani, ki je med drugim dobivala podporo Vatikana, ki je bil močno uperjen proti reformam nove ustave, ki so bili naperjeni proti cerkveni in oligarhični oblasti. Tako ni nič čudnega, da se je Druge republike prijelo ime sovražnica vere in krščanstva.
Nezadovoljstvo na desničarski strani je začelo naraščati hkrati pa tudi strah, da bi z novo ustavo bili sprejeti zakoni, ki bi delali v prid delavcem in kmetom po eni strani, po drugi  pa delovali v izgubo oligarhom, ki bi lahko izgubili svoje posesti. Kljub agrarni reformi iz leta 1932 se je upornost kmetov večala, saj so se spremembe odvijale dokaj počasi. Nezadovoljen pa je bil tudi industrijski proletariat, ker se je kljub reformam vse bolj povečevala brezposelnost. Leta 1934 so vojaški krogi ustanovili Špansko vojaško zvezo, katere cilj je bil zrušiti republiko ter uveljaviti vojaško diktaturo. Vlada je proti vojski sicer želela sprejeti določene ukrepe, vendar je zaradi neizpolnjenih obljub izgubila zaupanje množic, posledično pa tudi večino v Cortesu, španskem parlamentu. V tem času se je v Nemčiji krepil nacizem, na oblast pa je prišel Adolf Hitler. Med vojno samo sta Mussolini in Hitler veliko pomagala Francu in njegovim priležnikom ter jim pošiljala orožje in drugo pomoč. Ljudski fronti pa je po drugi strani pomagala Sovjetska zveza. Po Stalinovi politiki so si prizadevali ohraniti regularno vojsko ter preprečiti sleherni poskus revolucionarne vojne, saj so upali na zavezništvo proti fašističnim državam.
Leta 1933 so na volitvah zaradi izgube podpore levičarske stranke doživele hud poraz; tokrat je zmagala desnica. Največjo vlogo je prevzela konservativna katoliška stranka CEDA, katere glavni cilj je bilo preoblikovati republiko v katoliško državo. V naslednjih dveh letih, ki ju republikanci kličejo črno dvoletje, je desnica odpravila republikanske reforme rdečega dvoletja (1931 – 1933), ki so bile izvedene pod vodstvom republikancev. Reforme so se dotikale verskega, izobraževalnega, regionalnega in socialnega področja. Slabšanje socialnih razmer je leta 1934 privedlo do upora v Asturiji, ki velja za prvo delavsko zavezništvo v praksi. Po mnenju delavskega in meščanskega razreda pa je bil upor bolj kot karkoli druga državljanska vojna. V prvi vrsti je bil mišljen kot proletarska revolucija ter protest na madridski fašizem. Spremljali so ga napadi na civilne garde, cerkveno lastnino, samostane in druge javne stavbe. Madridska vlada je to revolucionarno gibanje morala ustaviti. Tako je odobrila vojaški poseg tujske legije in španskih maroških čet, na čelu katerih je bil general Franco, ki je po štirinajstih dnevih upor krvavo zadušil. Stanje se je pripravljalo na državljansko vojno. 
Po vstaji je bila večina sindikatov potisnjenih v ilegalo, njihovo vodstvo pa je po večini pristalo v zaporih. V tem času je postopoma začela okrevati levica, ki se je pripravljala na združitev s socialisti in katerih glavni cilj je bil napad na fašizem. V času njene krepitve so mnogi desničarski skrajneži (falangisti/fašisti in monarhisti) očitali delovanje desnice, češ, da je zapravila dobro priložnost, da bi levico pokončala enkrat za vselej in sicer z vojaškim udarom. Razlog, zakaj desnica ni ukrepala sproti, tiči verjetno v tem, da je katoliška stranka CEDA bila popolnoma prepričana, da lahko levico premaga na volitvah. In ravno te parlamentarne volitve, ki so pomenile tudi preplet različnih interesnih gibanj, tako na levici kot na desnici, so utrdile in potrdile neverjetno polarizacijo španske družbe, hkrati pa so bile usodne za nadaljnji potek dogodkov v španski zgodovini. 

### Parlamentarne volitve 16. februar 1936
Zahteve Ljudske fronte po vnovični uveljavitvi politike ter po drugi strani zahteve desnice po radikalnih spremembah so močno kazale na nesposobnost soobstoja obeh političnih strank. Po mnenju levice bi zmaga desnice vodila naravnost v fašizem, za desnico pa bi zmaga levice, se pravi Ljudske fronte, pomenila brezbožno boljševistično revolucijo.
 Vsesplošno prepričanje je temeljilo, da rešitev na nek način tiči ravno v Ljudski fronti, saj bi naj predstavljala garant za korenite spremembe in socialne reforme, hkrati pa tudi za zaustavitev vse močnejše desnice in fašizma. Na volitvah je tako zmagala Ljudska fronta, a se je po drugi strani že krepilo nezadovoljstvo konservativnih sil in vojaških enot. Interesi le-teh so sovpadali z vojaškimi vrhi in nasprotniki republike (alfonzisti in karlisti), saj se vsi našteti nikakor niso mogli sprijazniti z obstojem republike in njene liberalno-demokratične narave. Desnica je tako trdila, da volitve nikakor niso bile pravilne, saj njihov izid ne more odražati realnega stanja v državi, hkrati pa je pripravljala upor proti izvoljeni Ljudski fronti. Podporo pa je desnica našla tudi v Španski falangi, ustanovljeni leta 1933, ki je veljala kot nek skupen element vseh desničarskih pristašev – falanga je namreč zagovarjala obrambo tradicionalnih španskih institucij, blizu pa je bila tudi nemškemu nacizmu ter italijanskemu fašizmu. Njen program je bil sestavljen iz 26 točk ter je bil izrazito fašistične narave; narekoval je namreč radikalno agrarno reformo, predlagal nacionalizacijo bank in železnic ter republikancem očital plašnost pred oligarhijo. Drugačen je bil le njen odnos do Cerkve, do katere goji neizmerno spoštovanje vsak falangist, četudi ateističen, ter ki v njej vidi zgodovinski ideal Španije. Voditelj falange in njen ustanovitelj je bil José Antonio, mlad in šarmanten Andaluzijec, očarljiv v vseh pogledih ter širokega srca, s čimer mu je uspelo pregovoriti še tako zagrizenega nasprotnika v pripadnost njegove stranke. Glavni cilj falangizma pa vsekakor ne sovpada s simpatičnostjo njegovega voditelja, saj je njegov glavni cilj boj proti marksističnim organizacijam z uporabo ustrahovanja, nasilja in orožja.
Z začetkom vlade Ljudske fronte se je v državi pričel proces radikalizacije, hkrati pa so nastajale oborožene milice, ki so izvajale teror nad levičarji in republikanci. Desničarski teroristi so pobijali znane pripadnike nasprotne stranke. Provokacije pa so bile vidne tudi pri levici, ki je preko anarhistov izvajala teror do desnice. Leta 1936 je desnica napadla republiko, kar je bilo usodno za razdrto levico in kar je bilo pogubno za demokratično gibanje v Španiji. Zapletena situacija spopadov in nasprotij med socialisti, republikanci, komunisti, anarhisti, anarhosindikalisti in privrženci levice je strmoglavo kazala v začetek španske državljanske vojne. Le-ta se je tako pričela 17. julija 1936 ter končala 1. aprila 1939 z zavzetjem Madrida. Vendar pa je pri vsem tem potrebno omeniti dejstvo, da španska državljanska vojna ni le zgolj boj med desnico in levico ali med liberalizmom in radikalizmom. Gre za kompleksno vojno, v kateri niti ena niti druga stran nista imeli jasno opredeljenih političnih ciljev. Razlog za to tiči v tem, da so obema stranema pripadale mnoge 'podkategorije' - na desnici so to bili falangisti, monarhisti, nemški nacisti, italijanski fašisti, za republiko pa anarhisti, komunisti, socialisti, Baski, Katalonci in trockisti.
Vsak izmed teh je imel svoje cilje in posebne interese, zato je zmotno dejati, da je gre zgolj za boje z enotnim političnim programom in ciljem; ta vojna je vojna razrednih interesov, med tradicionalno strukturo oblasti in napredkom, med fašizmom in antifašizmom. Tudi po vojni je s Frankistično vojaško diktaturo stabilnost bila zgolj navidezna.  

## Stanje na Slovenskem pred Špansko državljansko vojno
Kakor Špance je gospodarska kriza doletela tudi Slovence. Zapirati so se začele tovarne, odpuščalo se je delavce, kar je prebivalstvo močno udarilo po žepih. Večala se je brezposelnost, proizvodnja pa se je zmanjšala za več kot polovico. Splošno nezadovoljstvo je še posebej pri delavcih vodilo v širjenje komunističnih idej. Komunisti so tako leta 1934 bili zadolženi, da sprožijo stavkovni val, ki bi povečal zaslužek, izboljšal delovne razmere in sklenil kolektivne pogodbe. Sprva je komunizem podpirala tudi SLS, a se je leta 1935 v sodelovanju s Stojadinovićevo vlado in Cerkvijo nagibala k fašizmu, ki bi se boril proti komunizmu. Slovenska družba je tako bila razklana, trideseta leta pa so bila zaznamovana z antifašizmom na eni in antikomunizmom na drugi strani. 
Razkol je bil viden tudi v ostalih evropskih državah. Moč Hitlerja v Nemčiji je naraščala, Japonska se je obrnila proti Kitajski, Italija je napadla Etiopijo, v Španiji pa se je odvijala državljanska vojna. Razmere so kazale, da je druga svetovna vojna pred vrati. Vsesplošni evropski in zunaj-evropski pritiski so vplivali tudi na politiko same Jugoslavije. Sprva se je to poznalo v nevmešavanju v špansko državljansko vojno, v preprečevanju propagande v korist španske republike ter v preganjanju in zapiranju državljanov, ki so se javljali kot španski prostovoljci, da bi pomagali republiki. 

## Vzroki za špansko državljansko vojno
Vzroke za vojno lahko v prvi vrsti iščemo v samem družbenem stanju pred letom 1936 – že pred vojno se je Španija namreč delila na dva dela – na tiste, ki so podpirali levi in tiste, ki so podpirali desni blok. Tako je približno enak del prebivalstva podpiral obe strani, trdna in odločna politika pa se tako ni mogla vzpostaviti. Hitra zmaga ene ali druge strani je vsakič padla v vodo, saj se na oblasti ni nobena obdržala za dolgo. Razlog za vojno tiči tudi v tem, da je republika vzpodbujala oboroževanje sindikalnih milic. Najpomembnejši razlog za začetek vojne pa je prihod fašističnih sil na nacionalistični strani. S prihodom Sovjetske zveze z željo po pomoči v levem bloku pa se je vojna nepotrebno podaljšala na tri leta namesto tri mesece. 

## Potek državljanske vojne
Španska državljanska vojna se je uradno začela 17. julija 1936. Carlisti, falangisti in polvojaški zavezniki uporniških častnikov si na začetku sigurno niso predstavljali, da se bo vojna zavlekla čez cela tri leta. 
Po načrtu se je upor začel v Španskem Maroku, kjer je poveljstvo prevzel general Franco, in na Kanarskih otokih 17. julija 1936. V naslednjih dveh dneh se je upor pričel širiti tudi v sami Španiji, in sicer od Andaluzije proti severu. Simpatije z desnico so bile očitne predvsem na konservativnem severu v Kastiliji, Pamploni in Burgosu. V določenih središčih, kjer se je prebivalstvo izkazalo za manj naklonjeno, je prav policija bila tista, ki je odločala o tem, na katero stran se bo nagnila tehtnica. Do 22. julija, ko so vojaški zarotniki že upali, da bodo imeli celoten nadzor nad Španijo ter zmago v žepu, se je izkazalo, da se je Španija razdelila med dva tabora. Do tedaj so uporniki že zavzeli dober del severne in severovzhodne Španije, Kanarske otoke, Malorco, Ibizo, Španski Maroko ter določene predele Andaluzije. 
Kmalu je postalo jasno, da se bo nastali položaj dal rešiti na dva načina: na pacifističnega s pogajanjem o miru ali pa nasilnega z nenadno spremembo vojaškega položaja na eni ali obeh straneh.  Španski nacionalistični poveljnik Emilio Mola je pacifistično smer zavrnil že na samem začetku, saj je glede na takratne razmere bila malo verjetna – republikanska vlada je do tedaj že izgubila oblast na večini območij. Z upori  in raznimi maščevalnimi akcijami s strani fanatikov so se sprožili krvavi boji zoper političnim sovražnikom. Nasilna smer tako ni bila več izbira temveč nuja za razrešitev nastalega problema. Sprva so mnogi seveda mislili, da bo prevzem oblasti potekal gladko in hitro, a se je kaj kmalu izkazalo, da se je spremenil v krvavo državljansko vojno.
Vojna se je s tujo pomočjo le še zapletala. Slaba organizacija na začetku ter primanjkljaj resursov pa sta vojno samo še podaljševala. Že 19. julija sta obe strani iskali pomoč zunaj Španije. Levica je za pomoč sprva prosila Veliko Britanijo in Francijo. Takratni francoski socialistični premier Leon Blum se je na klic na pomoč sprva odzval solidarno. V Španijo je poslal manjšo količino francoskih letal. Že pred koncem julija se je Blum soočil z razcepom stališč v francoski vladi, prav tako pa je francoska desnica močno nasprotovala kakršnikoli pomoči južni sosedi. Blum je bil tako primoran ukrepati ter prekiniti dotok resursov iz Francije. Na idejo mu je prišla misel, da bi bilo dobro, če se v Špansko vojno ne bi vmešala nobena evropska država, češ, da naj svoje politične zadeva Španija razreši sama. Poleg tega je bil prepričan, da bo to koristilo republiki. Ta politika nevmešavanja je že na začetku avgusta postala resničnost. 
V drugem bloku je za pomoč zaprosil general Franco, in sicer Hitlerja in Mussolinija. Slednji je sprva okleval, a se na koncu na pobudo Alfonsa XIII. odločil, da bo pomagal. Italija je tako 29. julija proti Španiji poslala dvanajst bombnikov Savoia-81 za milijon dolarjev, ki jih je desnica morala plačati že v naprej v gotovini. Prispelo jih je le devet, ostala so strmoglavila že med potjo. Za razliko od italijanskega diktatorja pa je bil Hitler bolj konkreten. V stik s Francom je stopil 22. julija ter se odločil, da v Maroko pošlje trideset transportnih letal junker JU-52. Italijanska in nemška letala sta tako omogočila vzpostavitev zračnega mostu čez Gibraltar, kar je omogočilo pretok afriške armade na Iberski polotok. 
Medtem ko je desnica dobivala stalno pomoč iz Nemčije in Italije, pa je republika zaradi politike nevmešavanja ostala praznih rok – edina država, na katero se je lahko obrnila, je bila Sovjetska zveza. Glede na okoliščine, je bilo to zelo prikladno. Stalin je že januarja 1933, ko se je Hitler povzpel na položaj nemškega kanclerja slutil, da to ogroža ne le levico, temveč tudi obstoj Sovjetske zveze. Odzval se je s politiko ljudske fronte, ter razglasil odpor proti fašizmu, ki je pomenil pomoč buržoaznim demokratičnim vladam, ki jih je ogrožal fašizem. Po drugi strani, pa je bila to tudi taktika, da bi lahko Sovjetska zveza z zahodnim predelom Evrope razvila prijateljske odnose. Stalin se je tako odločil, da bo republiki pomagal. Vendar je njegova pomoč bolj kot z resursi bila sestavljena iz krepitve lastnega režima za socialno revolucijo v republikanski Španiji.
Že na samem začetku je bilo ozemlje med obema blokoma fragmentarno porazdeljeno. Na severu je prevladovala desnica s konservativnimi silami in fašizmom, a je bila bil razcepljena v Extremaduri, kjer so se držali republikanci. Levičarski jug pa je bil obkoljen ob obali. Tako je nastalo več front. Desnica je v nasprotničinih conah izvajala strog teror; pobijala je na tisoče znanih levičarjev in republikanskih aktivistov. V bolj razcepljenih pokrajinah, kjer vojaških operacij sploh ni bilo, je prišlo do več tisoč političnih usmrtitev. Desničarski teror je bil tako zelo hladnokrven in nameren, njegov edini cilj pa je bil uničiti vsako opozicijo ter vcepiti strah tistim, ki so pričakovali zmago republikancev. Na teh ubijalskih pohodih čez republikanska ozemlja so do konca vojne pobili več kot 200. 000 ljudi, medtem ko vseh žrtev vojne cenijo na okrog milijon!
Levičarski teror pa se je usmeril proti kristjanom, zlasti duhovnikom in redovnikom, ki so jih neusmiljeno lovili, mučili in pobijali, tako da samo število umorjenih klerikov cenijo na okrog 6800. Cerkev je uvidela v njihovi nasilni smrti mučeništvo za vero in jih je ob več prilikah lepo število prištela k blaženim in svetim. Med njimi je tudi tistih 19 španskih  usmiljencev, ki jih je v imenu papeža Frančiška poblaženil 13. oktobra 2013 v Tarragoni kardinal Angelo Amato skupaj z drugimi 522 mučenci za vero med Špansko državljansko vojno. Usmiljenci se ukvarjajo z odkupom sužnjev, jetnikov ali talcev; imajo še četrto zaobljubo, da so zanje pripravljeni zastaviti tudi svoje življenje.  veliko jih je ob raznih prilikah že bilo proslavljenih, druge pa tovrstno poveličanje še čaka. 
Glede na razdeljenost obeh blokov je bilo enotnost na republikanski strani vsaj sprva zelo težko doseči. Levice niso sestavljali zgolj le republikanci, lojalisti ali rdeči, kot se jih je prijela oznaka, ampak konservativni baskovski nacionalisti, katalanisti vseh barv, zmerni in levičarski republikanski, socialisti desnega in levega krila, stalinistični in protistalinistični komunisti ter anarhisti. Vsak izmed njih je imel svojo predstavo o namenu vojne ter svoje stališče o njej, zato je bila enotna politika na začetku nemogoča. Po prvem letu vojne so enotnosti na obeh straneh bile bolj opazne. Na levi strani je bilo to leto bolj uničujoče, saj so strani težko popuščale druga drugi. Na desnem bloku pa so stvari potekale bolj gladko, saj so nacionalisti popuščali avtoriteti, kar jim je prineslo veliko prednost. Republika se tako ni soočala le z grožnjo nasprotnikov, temveč tudi z grožnjo lastnega razkola. 
V večjem delu je levičarska oblast propadla. Na pokrajini so nastajale nove oblike oblasti, v obalnih baskovskih provincah, ki so bile odrezane od središča španske republike, pa je nastala posebna Euskadijska baskovska republika. Poenotenje moči je levici tako povzročalo preglavice, preprečevanje napredovanja nasprotnikov proti Madridu pa je postajalo vse težje.
Nacionalisti so s Francom na čelu doživljali nenehne vzpone. Le-ta je namreč imel spoštovanja vredne vojaške sposobnosti. Dostop na visoki položaj so mu omogočili tekmeci, ki so umirali ali bili primorani iti v zapor. Odločilno vlogo za njegov položaj so imeli tudi uspešno izpeljani dogovori s Hitlerjem in Mussolinijem, saj je bila njuna pomoč odločilna za zmago desnice. Dinamični vojaški pohodi, čeprav postopni, pa kljub temu zmerni, so mu prinašali ugled najuspešnejšega generala nacionalistične Španije. Kljub temu, da so ga mnogi ožigosali kot premalo dinamičnega ter s pomanjkanjem vizije, je veljal za prvovrstnega poveljnika v očeh največjih voditelj tistega časa. 28. septembra je tako Franco sprejel položaj vodje vlade španske države z vsemi pooblastili nove države. Nekaj dni kasneje pa se je sam po tihem povišal v šefa države. To vlogo je nato ohranjal vse do svoje smrti 39 let kasneje. 
S tem, ko je Franco desničarske milice spravil čvrsto pod vojaški nadzor, je začel uveljavljati svojo avtoriteto nad samimi političnimi strankami. Napaka, ki jo je naredil na samem začetku vojne leta 1936, in ki bi po vsej verjetnosti vojno končala še isti mesec, je bila v tem, da je svoje sile, na mesto proti Madridu, usmeril proti Toledu, kar je republikanski strani dalo dragoceni čas, v katerem je lahko pripravila obrambo prestolnice. Tako je republika, kar se tiče vojaške organizacije, med letom 1936 in 1937 znatno napredovala. Ustanovila je disciplinirano redno vojsko, obenem pa odkrila mnoge spodobne poveljnike, med katerimi so bili npr. Vincento Rojo, ki je bil vrhovni poveljnik, Miaja, katerega se je prijelo ime 'rešitelj Madrida', ter komuniste, med katerimi so bili Modesto, Lister in Valentín González. Kljub sposobnim obrazom pa je republika spodletela v ponovni vzpostavitvi moči na izgubljenih ozemljih. 

### Politika (ne)vmešavanja
Leta 1937 je politika vmešanja oz. nevmešavanja postala bolj očitna. Britansko in francosko nevmešavanje je podkrepil tudi ameriški predsednik Roosevelt, ki se je te politike trdno držal. Leta 1936 so v Londonu celo ustanovili komite, ki je nadzoroval, če se demokratične in ostale evropske države res držijo načela nevmešavanja. Kljub temu, pa so to politiko kršile tri takrat največje diktatorske države – nemška, italijanska in sovjetska vlada. Vsaka izmed njih je svoje vpletanje opravičevala z vpletanjem ostalih dveh vlad. Od leta 1936 je Sovjetska zveza na pomoč priskočila levici, ter ji tako ali drugače pomagala naslednji dve leti. Pošiljala ji je strelivo, orožje, letala, tanke, vojake. Vendar za visoko ceno. Republika je za resurse bila primorana prenesti večino zlatih in srebrnih rezerv v Sovjetsko zvezo. Bolj kot pomoč boja proti fašizmu pa so bili republikanci priča uveljavljanju komunističnega režima v republikanski Španiji. 
V prvi vrsti je bila pomoč Sovjetske zveze usmerjena v okrepitvi upiranja uporniških silam, dokler se Francija in Velika Britanija ne bi premislili in skupaj s Stalinom stopili v boj proti evropskemu fašizmu. Njena pomoč tako ni temeljila na pomoči do republikanske zmage, ampak v uveljavljanju lastnega režima. Oktobra 1938, ko je Münchenski sporazum uničil še zadnjo možnost, da bi se Francija in Velika Britaniji v boju proti fašizmu pridružili Sovjetski zvezi, je Stalin izgubil vsako zanimanje za Španijo. Že tako obupani republiki je takrat v vodo padlo še poslednje upanje. 
Več sreče so imeli nasprotniki. Nacionalisti so s pomočjo Nemčije in Italije dobili veliko več resursov kot pa republika od Sovjetske zveze. Dobivali so orožje, letala, tanke, oklepna vozila, strelivo, 'prostovoljce' itd. Še bolj pomembno pa je dejstvo, da je za razliko od sovjetske pomoči, nemška in italijanska pomoč prihajala na zahtevo, ko je bila le-ta najbolj potrebna. 

## Konec vojne
Predvsem je presenetljivo dejstvo, da se je republika po odstopu Sovjetske zveze obdržala toliko časa, kot se je. Verjetno lahko to pripišemo pogumu vojakov ter dobri vojaški organizaciji. Drugi razlog za podaljšanje vojne pa je bila tudi Francova previdnost, ki je, raje kot tvegal, napadal počasi, a vselej zmerno in konstantno. 
Proti koncu vojne je med najbolj znanimi bitka na Ebru, ki je velikokrat služila kot tema raznih pesmi, knjig in poezije. Nenazadnje je trajala več kot tri mesece. Republika je v tej bitki izgubila 20.000 vojakov, 55.000 je bilo ranjenih. Republikanska vojska je bila uničena, druga kot umikov ali obrambne akcije pa ni bila več sposobna. Utrujenost od vojne in pesimizem sta počasi načenjala republikansko Španijo, nezadostna prehrana pa je demoralizacijo samo še pospešila. Upanja za premirje ali mir ni več bilo, saj je bil Franco odločen, da bo zahteval brezpogojno vdajo republike. Leta 1939 sta Britanija in Francija priznali Francov režim, s čimer je upanje republikancev dokončno umrlo. 
Republika je po treh mesecih odpora padla leta 1939. Civilisti in vojni begunci so bežali v Francijo. Komunistična oblast se je zlomila, 26. marca pa je nacionalistična vlada zakorakala v Madrid ter zasegla še ostanek republikanskega ozemlja. 1. aprila je Franco razglasil konec državljanske vojne. Njegovi privrženci so ga glasno pozdravljali, ostali pa so z grozo zrli v prihodnost. Resničnost je bila tako strahotna, da so nekateri, raje kot živeli v Francovi diktaturi, naredili samomor. Kljub temu, da je vojna bila končana, je Franco nadaljeval s poboji nasprotnikov, saj se za zmagovalca vojna do konca njegovega življenja sploh ni končala.

## Razlogi za Francovo zmago
Vojna, ki se je začela leta 1936, že od samega začetka ni bila dobro organizirana, saj je tako na levem kot na desnem bloku prihajalo do nasprotij in nesoglasij. Že na samem začetku vojne je bila republika nesposobna poiskati pomoč v tujini. Sovjetska zveza, ki se je vmešavala v njene zadeve, je sicer res da prišla z voljo, da bi ji pomagala, vendar so bile zahteve, ki jih je želela v zameno za pomoč, velike. Zahtevala je namreč zaustavitev revolucionarnih sprememb, namesto gverilske oz. revolucionarne vojne je želela konvencionalno, obnoviti je želela republikansko avtoriteto ter izdatno povečati moč komunistov. Po mnenju nekaterih je bolj kot za pomoč šlo za strategijo, ki bi vojni omogočila, da je trajala tako dolgo. Medtem ko je na strani republike prihajalo do sporov, saj so jo njene domnevne zaveznice izdale, je desni blok ostajal uperjen v zmago. Prednost nacionalistov je bila tako očitna. 
Poleg tega pa je potrebno omeniti, da Sovjetske zveze republikanska zmaga ni kaj dosti zanimala. Tudi ni bila voljna priskrbeti dovolj resursov, ki bi omogočili prednost levemu bloku. Izvajala je protirevolucionarno politiko, kar je bilo popolnoma zgrešeno s ciljem levice, hkrati pa je izvajala tudi splošno represivno vedenje komunistov, ki so prebivalce Španije oropali vsakega upanja. Namesto, da bi okrepila antifašistični sistem ter okrepila oz. navdihnila revolucijo tudi na sovražnikovi strani, je Sovjetska zveza demoralizirala in slabila prebivalstvo v vseh pogledih. 
Prste za Francovo zmago pa imata vmes neposredno tudi angleška in francoska politika, saj sta Španijo oropali vsakršne pomoči – prepovedali sta namreč, da bi se ji v vojni pomagalo.Odgovor na vprašanje, kakšen bi bil izid vojne, če bi demokratične države v državljanski vojni priskočile Španiji na pomoč, se verjetno nagiba na zmago levice. Bodisi pomoč demokratičnih držav bodisi občutnejša sovjetska pomoč in revolucionarna vojna namesto konvencionalne bi privedli do povsem drugačnega konca. Je pa pri tem potrebno omeniti, da sta obe možnosti v tridesetih letih dvajsetega stoletja bili dokaj malo verjetni. 
Vojni je sledila še Druga svetovna vojna, le-tej pa nastanek Informbiroja, Komunističnega informacijskega biroja, katerega naloga je bila povezava vseh komunističnih strank oz. držav v Evropi.

### Slovenski borci v Španiji
Slovenci so v Španijo prihajali ilegalno pod drugimi imeni, saj je kolaboracija s španskimi vojaki v Jugoslaviji bila prepovedana. Nekateri so svojo narodnost celo skrivali, da jim ne bi na sled prišla jugoslovanska policija. Vseh borcev naj bi bilo okoli 534, a je verjetno še kje kak, ki ni na seznamu. Med borci je bilo zdaleč največ mladih, starih od 20 do 30 let. Po poklicu so to v večini bili delavci, rudarji, študentje in dijaki, pa tudi učitelji. Tu in tam je bil prisoten kak zdravnik, mesar, pravnik, inženir, tehnik ali kak drug poklic. Največ prostovoljcev je prihajalo iz Francije, sledila ji je Jugoslavija, Belgija, Sovjetska zveza, Italija in druge. Največ jih je v Španijo prišlo leta 1936 in 1937. Skupno je v Španijo na stran republike prišlo okoli 40.000 prostovoljcev, manjše število so predstavljale tudi ženske. 
Glede na to, da je večina prostovoljcev bilo komunistov, bi lahko rekli, da je bil njihov glavni cilj antifašizem. Po končani vojni, ko je zmagala fašistična stranka, je večina borcev pristalo v francoskih taboriščih. Nekaterim se je posrečilo, da so zbežali v domovino. 

### Španski borci v partizanih
Veliko španskih borcev se je leta 1942 pridružilo narodnoosvobodilni borbi. Še več, Španci so bili eni izmed prvih organizatorjev oboroženega boja proti okupatorju. Med neizkušene in mlade partizanske borce so vlivali samozavest ter pogum ter se tako izkazali za spodobne komandante in priznane organizatorje. Glede na neizkušenost slovenskih borcev so izkušnje Špancev bile izjemno dragocene, sploh na tehničnem in vojaško-političnem področju. Med slovenskimi španskimi borci so bili v partizanih najbolj vidni Franc Rozman – Stane, Dušan Kveder-Tomaž, Josip Berkopec- Mišelj,Jože Gregorčič-Gorenjc, Stane Semič-Daki, itd. Veliko španskih borcev je prejelo mnoga herojska priznanja. V čast so jim posvečene številne ulice in trgi, kot npr. Beblerjev trg, Cimermanova ulica, Kolešova ulica, Rozmanova ulica, trg komandanta Staneta itd. Zgradili so tudi razne spomenike, med drugim Francu Rozmanu-Stanetu in Dušanu Kvedru-Tomažu, Aleš Bebler pa ima celo spominsko sobo v Mestnem muzeju Idrija. 

## Pomen španske državljanske vojne v slovenski ter jugoslovanski družbi
Kljub temu, da se je Španska državljanska vojna dogajala na drugem koncu Evrope, pa so se  njeni ukrepi poznali tudi v slovenski oz. takrat še jugoslovanski družbi. Katoliška cerkev je zagovarjala stališča Vatikana in škofa dr. Gregorija Rožmana. Vojna je igrala pomembno vlogo v zunanji politiki, a je hkrati odpirala mnoga notranja politična vprašanja. V njej je sodelovalo veliko pred in medvojnih komunistov, med katerimi je bil tudi Josip Broz – Tito. Na slovenskih političnih tleh je vojna dosegla vrhunec v ideološkem sporu med levico in desnico. S tem je povzročila tudi razkol znotraj katoliškega tabora med krščanskimi socialisti in Slovensko ljudsko stranko SLS, ki je predstavljala večinski delež, in ki je tudi obvladovala slovensko družbo v času sodelovanja s Katoliško cerkvijo. 
Na volitvah je po zmagi Ljudska fronta prevzela oblast ne le v Španiji, ampak tudi v Franciji. V Sloveniji se je gibanje pod imenom Ljudska fronta, ki je bila ena izmed oblik komunizma, in ki se je pričela v tridesetih letih 20. stoletja. Šlo se je za gibanje proti fašizmu, za mir, za demokratične svoboščine ter socialno pravičnost. Le-to so v večini sestavljali študentske, kmečke in delavske organizacije ter razna društva, ki so med drugim prirejale razne izlete, tabore in kulturne prireditve. Kljub temu, da so vse težile k podobnemu cilju, je med njimi prihajalo do nasprotovanj, zaradi česar v Sloveniji, za razliko od Francije in Španije, ni prišlo do združitve levih in sredinskih strank. 
Med vojno je Jugoslavija zavzela stališče nevtralnosti ter prepovedala kakršnokoli vmešavanje ali pomoč. Notranji minister Anton Korošec je leta 1937 celo zagrozil, da bodo vsem, ki se bodo na tak ali drugačen način vključili v vojno, odvzeli državljanstvo. Vlada je aktivno preganjale vse simpatizerje s špansko republikansko stranjo, z njimi prepovedala sestajanja ter vsako obliko podpore ter akcije za zbiranje raznih sredstev. Nemalokrat se je zgodilo, da so tistim, za katere so menili, da bi lahko odšli v Španijo, v potne liste napisali, da so za Španijo neveljavni. Posledično je na levici prihajali do ponarejanja le-teh ter do vrsto drugih aktivnosti, ki so se dogajale 'pod mizo'. Za le-te je skrbela zlasti ilegalna komunistična celica. Katoliške stranke so tako politiko v Jugoslaviji zavračale, med  njimi sta bili zlasti Hrvaška kmečka stranka in SLS. 
Vojna pa je bila prisotna tudi v tisku. V desno usmerjenih časnikih je desnica potencirala kritiko komunizma, hkrati pa se zavzemala za širjenje fašizma in Francovega režima. Prav tako je desnica obtoževala Ljudsko fronto za sovjetsko in židovsko zaroto (od tod tudi strah pred boljševiško revolucijo, katere pristaš je bil tudi Trocki, ki je bil Žid in pripadnik Sovjetske zveze), hkrati pa tudi protikrščansko blaznost, ki bi jo naj začel komunizem v sodelovanju z židovstvom.  S tem se je začelo tudi pozivanje katoličanov, naj se oborožijo in združijo v razne vaške straže, da se bodo lahko ob napadu ubranili pred komunisti, saj se sila lahko premaga le s silo, ne pa z lepimi besedami. Strah desnice pred nadvlado levičarske in komunistične Ljudske fronte je bil tako več kot očiten, saj je v njej desnica videla konec krščanstva ter demokratično revolucijo. 
V tridesetih letih so se na slovenskih tleh konflikti med pristaši ene in druge strani stopnjevali do skrajnosti. Sploh med študentskimi in dijaškimi organizacijami je prihajalo do uporov, fizičnih obračunov ter pozivov na oborožitev. Le-to pa je jasno nakazovalo v katero smer se bo med vojno razvijal konflikt. Veliko vlogo pa sta imela tudi Cerkev in papež; slednji je namreč zabrusil, češ da kdor zavrača Katoliško akcijo zavrača tudi Cerkev in papeža, kdor pa zavrača papeža pa tudi umre. Še posebej so obsojali komunizem ter ga označevali za krutega in brezsrčnega. 

## Posledice vojne
Po Španski državljanski vojni, ki se je končala 1. aprila 1939 z zavzetjem Madrida, se je Evropa razdelila na dva dela: na frankiste in republikance, na fašiste in antifašiste, na desnico in levico, na zagovornike laicizma in klerikalizma. Do razkola pa ni prihajalo samo med taboroma, ampak tudi znotraj le-teh. Obe strani sta bili dokaj neenotni, sploh levica, ki je upala, da bo desničarski fašizem pokončan enkrat za vselej – a zgodilo se je ravno obratno. Dogodki so vodili v pogubo leve, liberalne Evrope, na oblast pa je prišla desna, fašistična stranka. Po Francovi zmagi je katoliška cerkev dobila monopol v izobraževanju in kulturi, značilna je bila tudi represija nad vsemi oblikami opozicije, predvsem pa je njegova zmaga pomenila njegovo popolno nadvlado.
Državljanska vojna je v pičlih treh letih terjala več kot milijon žrtev. Tako je ostalim državam pričela služiti za zgled, kaj vsega so zmožni narediti ljudje, ki so se zmožni disciplinirati in organizirati ter s tem prevzeti popoln nadzor v državi. Dejstvo, da Francovi nasprotniki niso bili zadovoljni z izidom grozljive vojne, je več kot razumljivo. Še bolj grozljivo pa je dejstvo, da je frankistični režim, ne glede na to, da je bila vojna že končana, še pet let po njej ubijal nasprotnike. Število žrtev se je tako dvignili še za okoli 200. 000 ljudi. Glede na naravo fašistične stranke je skoraj nemogoče verjeti, da kljub vsem njenim skrajnostim okoli 7 % Špancev še danes čuti nostalgijo do njegove diktature, slabih 30% jo zavrača, dobra polovica pa do njegove politike ostaja ravnodušna. Tudi po Francovi smrti leta 1975 so zaradi politike pomiritve in strahu pred novim izbruhom državljanske vojne mnoge njegove spomenike ohranili. 

### Umetniške razsežnosti
Kot posledica grozot, ki so se dogajale v tistem času, so se mnogi Španci, med njimi tudi umetniki, pisatelji in intelektualci odločili, da se iz Španije izselijo. Množično je bilo tudi preseljevanje s podeželja v in ob mesta, kjer so si ljudje gradili barake in nesolidne stanovanjske bloke, česar pa, v nasprotju z vsem drugim, Franco ni mogel ustaviti na nikakršen način. 
Kljub temu pa vojna ni imela le političnih in vojaških, ampak tudi izjemne umetniške razsežnosti. Navdihnila je mnoge režiserje, po njej je bilo namreč posnetih več kot 500 filmov od katerih je 364 nastalo že med samo vojno. Med najbolj znanimi je film Komu zvoni po romanu Ernesta Hemingwayja. Eden večjih umetnikov je tudi Federico García Lorca, ki zaradi smrti na začetku državljanske vojne ni pisal o sami vojni, temveč o družbenih razmerah in razrednih nasprotjih pred vojno. Njegova najbolj znana dela so njegove tri drame s skupnim imenom Ruralna trilogija. Pri raznih projektih je sodeloval tudi s Salvadorjem Dalíjem. Na slikarskem področju je sigurno najbolj znan Pablo Picasso s svojim delom Guernica. Slika je bila narisana iz ogorčenja do vojne. 
Na slovenskih tleh je leta 1937 v propagando posegel tudi Edvard Kocbek in sicer z esejem Premišljevanje o Španiji. Fašizem je označil kot produkt propadajoče meščanske družbe, krščanstvo oz. katolicizem pa poenotil z duhom fašizma. Ljudi je nagovarjal, naj se jasno opredelijo v boju med duhovnim suženjstvom  in duhovno svobodo, po okupaciji in razkosanju Slovenije leta 1941 pa je Osvobodilno fronto povedel v razumniško skupino krščanskih socialistov. 

## Prehod v demokracijo
Duh fašizma je v državi pojenjal počasi. Kljub temu pa prehod iz fašističnega v demokratični režim ni bil problematičen, saj je pristašev Francovega režima bilo zelo malo. Prehod se je tako zgodil dokaj hitro. Prišlo je do raznih gospodarskih reform, ki so odpravile neskladja v državi. Leta 1696 Franco razglasi princa Juana Carlosa za svojega naslednika. Z njim se je zopet pričela dinastija Burbonov, in nenazadnje tudi nova monarhija. Juan Carlos je sprva obljubljal nadaljevanje Francovega režima, zaradi česar ga je Franco po vsej verjetnosti tudi izbral za naslednika. Za demokratično smer se je odločil po kronanju, kar je pomenilo preobrat k demokratičnemu režimu. 
S prihodom turizma je v 80-tih letih 20. stoletja Španija postajala vse bolj priljubljena. Politična in demografska izolacija sta tako začeli počasi pojenjati, kljub temu pa je Španija še vedno imela nekaj nerazrešenih problemov,  ki so posledično vodili v razne konflikte, med drugim tudi tiste glede včlanitve Španije v EGS (Evropsko gospodarsko skupnost). 
Leta 1977 je prišlo do prvih svobodnih volitev, s čimer so se legalizirale politične stranke, med katerimi so bile tudi komunistične. Leta 1982 je Španija postala članica NATA, kar nekateri vidijo kot kontradikcijo socialističnim idealom, drugi pa kot izboljšanje mednarodnega položaja države. 
Po Francovi smrti se je Španija znašla v negotovosti. Leta 1982 je na volitvah zmagala Socialistična delavska stranka (PSOE), ki jo je vodil Felipe González. Slednji je pričel s procesom modernizacije Španije ter jo tako v nadaljnjih 13-tih letih popolnoma preobrazli. S prihodom demokracije začno tudi ženske pridobivati vse večjo svobodo ter vedno bolj odprte možnosti na vseh področjih. Posamezne regije so pričele dobivati vse več moči. Kljub temu pa vztrajno nasilje baskovske separistične organizacije ETA (ustanovljena je bila leta 1959) še dandanes predstavlja veliko grožnjo centralistični vladi. Poleg vprašanja baskovskega separatizma na severozahodu in katalonskega separatizma v Barceloni, pa se je Španija znašla tudi v sporu z Veliko Britanijo glede Gibraltarja, ki še dandanes ostaja pereča tema pogovora. 
Kljub zelo slabim povojnim razmeram je bila rast španskega gospodarstva presenetljivo hitra. Rast gospodarstva je pripomogla k nastanku srednjega razreda ter začela delovati kot faktor stabilizacije, ki je v Španiji do takrat vedno manjkal. S tem se je pričel hitro razvijati tudi turizem, z njim pa pritok tujega denarja, nove ideje in nov način obnašanja.
V bran socialističnim idejam pa so izvedli tudi protestni shod zvezi NATO. Leta 2004 je na oblast prišel José Luis Rodríguez Zapatero iz španske socialistične stranke. Le-ta je leta 2008 podaljšal svoj mandat. 